# Kilmarnock and Loudoun (circonscription du Parlement britannique)
Kilmarnock and Loudoun est une circonscription électorale britannique située en Écosse.